# Kormos légykapó
A kormos légykapó (Ficedula hypoleuca) a madarak osztályának verébalakúak (Passeriformes) rendjéhez és a  légykapófélék (Muscicapidae) családjához tartozó faj.

## Rendszerezése
A fajt Peter Simon Pallas német zoológus írta le 1764-ben, a Motacilla nembe Motacilla hypoleuca néven.

## Alfajai
- Ficedula hypoleuca hypoleuca (Pallas, 1764) - Európa keletre az Urál-hegységig
- Ficedula hypoleuca iberiae (Witherby, 1928) - az Ibériai-félsziget
- Ficedula hypoleuca sibirica (Khakhlov, 1915) - Közép-Szibéria nyugati és déli része

## Előfordulása
Eurázsiában fészkel, a telet Afrikában tölti. Természetes élőhelyei a mérsékelt övi erdők, szubtrópusi vagy trópusi síkvidéki esőerdők, szavannák és cserjések, valamint ültetvények, szántóföldek, vidéki kertek és városi régiók. Hosszútávú vonuló faj.

### Kárpát-medencei előfordulása
Magyarországon, rendszeres, de ritka fészkelő, gyakori átvonuló, áprilistól májusig és augusztustól novemberig tartózkodik a területen.

## Megjelenése
Testhossza 13 centiméter, szárnyfesztávolság 21-24 centiméter, testtömeg 10-15 gramm. A hím tollazata fekete és fehér színű, a tojó szürkésbarna, fehér szárnytükörrel. A fiatalok barnás színűek.
|  |  |

## Életmódja
Repülő rovarokkal táplálkozik, még a gyorsan forduló lepkéket is megfogja. Fiókáit főleg hernyókkal eteti. A zsákmányt később a faághoz csapkodja, így letöri a szárnyait és lábait, az emészthetetlen kitinpáncélt később visszaöklendezi. Nedves, esős időben a földön is keresgél.

## Szaporodása
Magas korhadt fák odvaiba készíti fészkét, melyet nagyrészt száraz fűvel és fahánccsal bélel ki. Fészekalja 4-8 kékes színű tojásból áll, melyen 12-14 napig kotlik. A fiókákat még 16-18 napig táplálja, mire kirepülnek. Általában egyszer költ évente, de a megsemmisült fészekaljat pótolja.
|  |  |  |  |

## Természetvédelmi helyzete
Az elterjedési területe rendkívül nagy, egyedszáma nagy és ugyan csökken, de még nem éri el a kritikus szintet. A Természetvédelmi Világszövetség Vörös listáján nem fenyegetett fajként szerepel.  Magyarországon védett, természetvédelmi értéke 25 000 Ft.